# Xiangyang
Xiangyang (cinese: 襄阳; pinyin: Xiāngyáng, fino al dicembre 2010 nota come Xiangfan) è una città-prefettura della Cina nella provincia dello Hubei.

## Geografia antropica

### Suddivisioni amministrative
- Distretto di Xiangcheng
- Distretto di Fancheng
- Distretto di Xiangzhou
- Laohekou
- Zaoyang
- Yicheng
- Contea di Nanzhang
- Contea di Gucheng
- Contea di Baokang